# Veľká Studená dolina
Die Veľká Studená dolina (deutsch Großes Kohlbachtal, polnisch Dolina Staroleśna, ungarisch Nagy-Tarpataki-völgy) ist ein Tal in der Slowakei, auf der Südseite der Hohen Tatra. Es ist das größere Tal der Kohlbachtäler (Studené doliny) und gilt als westliche Fortsetzung des Tals Studená dolina (deutsch Kohlbachtal). Es misst etwa fünfeinhalb Kilometer und bedeckt eine Fläche von 9,8 km².

## Topographie und Abgrenzung

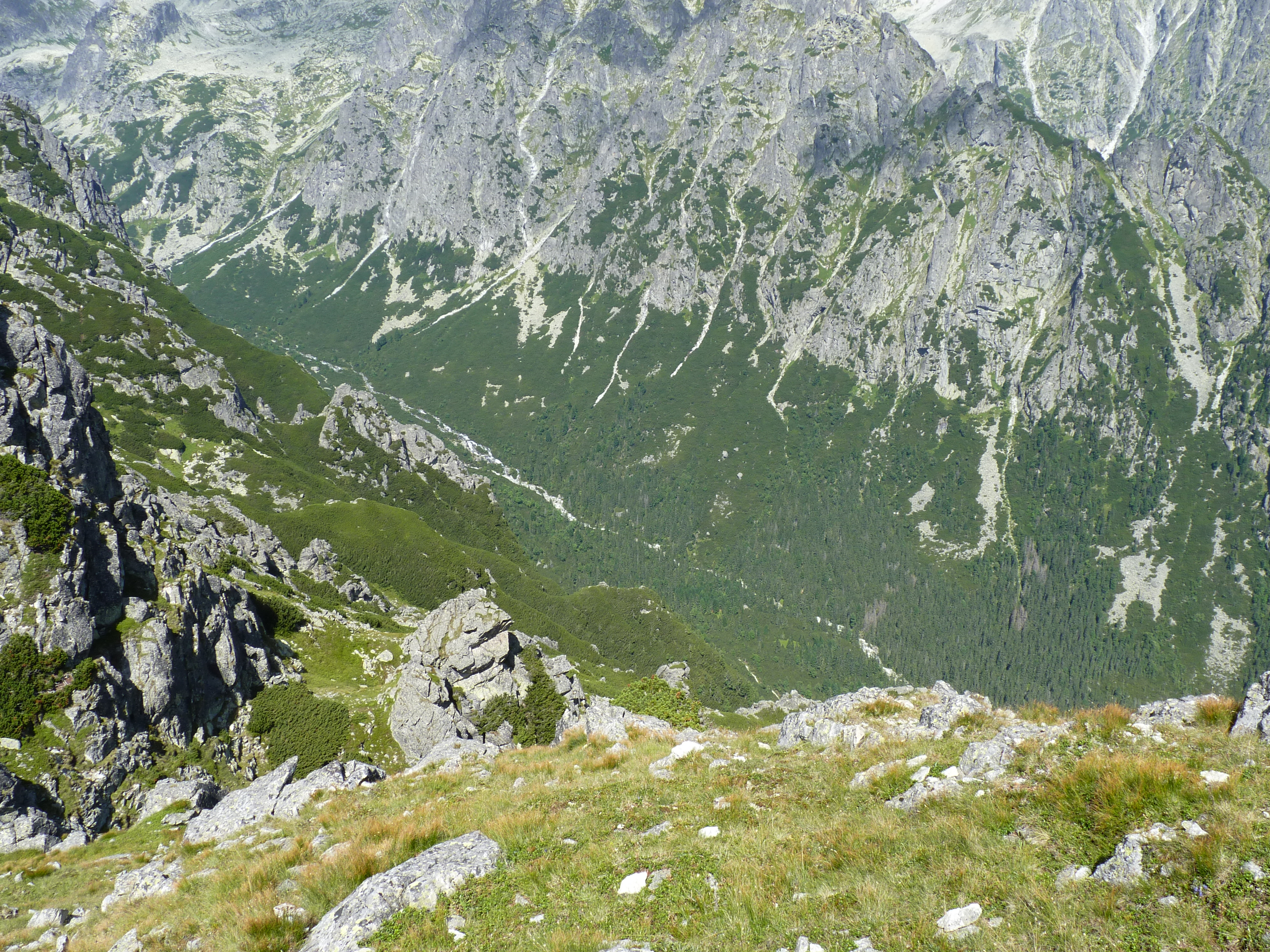
Der Bach Veľký Studený potok (Großer Kohlbach) im Talgrund

Das Tal, vom Bach Veľký Studený potok (deutsch Großer Kohlbach) durchflossen, erstreckt sich bis über die Waldgrenze hinaus. Das Tal beginnt sich zu verengen und geht in eine felsige Rinne über. Im Tal gibt es mehrere kleinere Täler und Kessel. Der Zbojnícky spád (Kohlbachtaler Mulde) erstreckt sich hinauf zum Ľadové pleso (Großkohlbachtaler Eissee) und der Zbojnícka kôpka (Eisseehübel). Die Schlucht Veverkov žľab (Schlagendorfer Schlucht) erstreckt sich zum Berg Slavkovský štít (Schlagendorfer Spitze) und zu den Strelecké polia (Jägerbreiten). Der Hochgebirgskessel Dlhá kotlina (Langes Kar) erstreckt sich in Richtung Východná Vysoká (Kleine Visoka) und Bradavica (Warze).
Im unteren Teil des Tals befinden sich die malerischen Kohlbachwasserfälle (Vodopády Studeného potoka), der Riesenwasserfall (Obrovský vodopád) im Verlauf des Bachs Malý Studený potok (Kleiner Kohlbach), der aus dem Tal Malá Studená dolina (Kleines Kohlbachtal) kommt.
Das Tal grenzt, getrennt durch den Hauptkamm der Hohen Tatra, an die Täler Svišťová dolina und Rovienky im Talkomplex der Bielovodská dolina im Westen und das Tal Zadná Javorová dolina als Fortsetzung der Javorová dolina im Norden. Der Seitengrat Prostredný hrebeň (Mittelriegel) ist ein Übergang ins Tal Malá Studená dolina im Nordosten und Osten. Im Süden und Südwesten trennt die Hauptachse des Seitengrats des Slavkovský štít das Tal von den Tälern Slavkovská dolina beziehungsweise Velická dolina.

## Seen

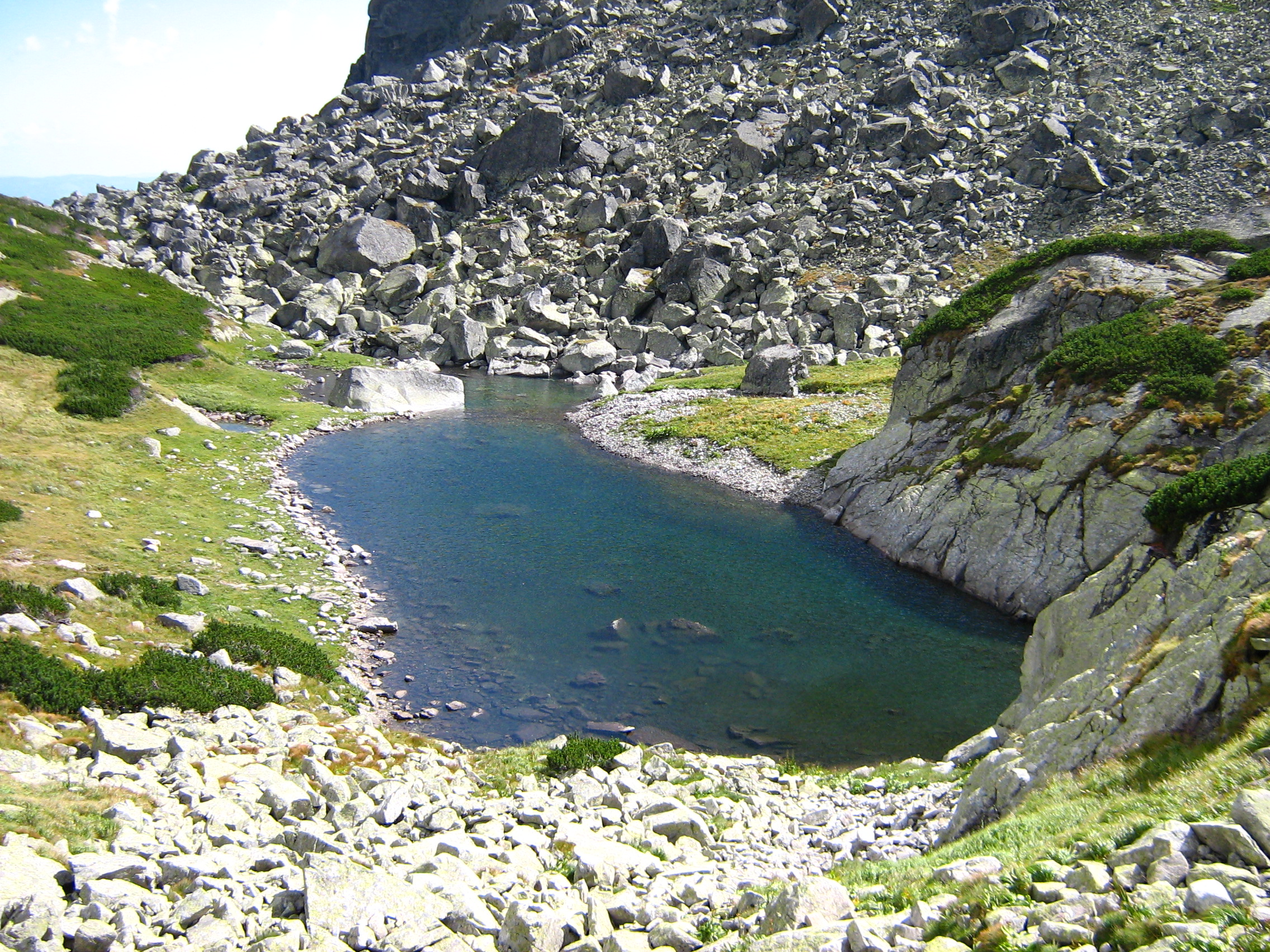
Vareškové pleso

Im oberen Teil des Tals befinden sich 26 Seen und Teiche. Die Zbojnícka pláň (Kohlbachtaler Seenplatte) umfasst die folgenden Seen: Dlhé pleso (Kohlbachtaler Langer See), die Sesterské plesá (Kitaibel-Seen), den Starolesnianske pleso (Fuchs-See), die Zbojnícke plesá (Buchholtz-Seen), den Pusté pleso (Trümmersee), das Pusté oko (Trümmerauge), den Ľadové pleso (Großkohlbachtaler Eissee), die Sivé plesá (Schnittlauchseen), die Nižné strelecké plesá (Jägerbreitenseen), die Vyšné strelecké plesá (Kohlbachtalseelein), das Wilderauge (Zbojnícke oko), das Dlhé oko (Langes Auge) und den Vareškové pleso (Löffelkrautsee).

## Name
Die Namen der Täler leiten sich vom Kohlbach (Studený potok) her, der die durch die Verbindung des Großen und des Kleinen Kohlbachs entsteht. Frühere deutsche Benennung war Kaltbach, ähnlich der polnischen Bezeichnung Zimna Woda und der slowakischen Bezeichnung Studený potok. Der Bachname ist wiederum vom alten Namen des Bergs Prostredný hrot, Kahlberg (bzw. Kalberk), abgeleitet worden.
Im Zipserdeutschen Dialekt wurden „Kahlbach“ als Kohlbach und „Kahlbachtal“ als „Kohlbachtal“ ausgesprochen und die Namen wurden in dieser Form an Fremdenführer weitergegeben. Georg Buchholtz (1643) nennt das Tal 1719 Kaalbächer Grund und erwähnte, dies sei „derselbe Grund, allwoher die Kaalbach heraus fliesset“. Diese Aussprache sorgte bei einigen Autoren für Verwirrung, die den Ursprung im Kohlebergbau vermuteten und entsprechend das Tal Kohlenbachtal nannten. Die Zipser Sachsen nutzten jedoch das Wort Käul für Kohle. Die Magyaren nutzten zuerst die germanisierte Talbezeichnung Kolbachi völgy, erst nach 1879 sind magyarisierte Formen wie Nagy-Tarpataki-völgy in Gebrauch. Der polnische Name Dolina Staroleśna verweist auf die jahrhundertelange Zugehörigkeit zur Gemeinde Stará Lesná (deutsch Altwalddorf).

## Tourismus

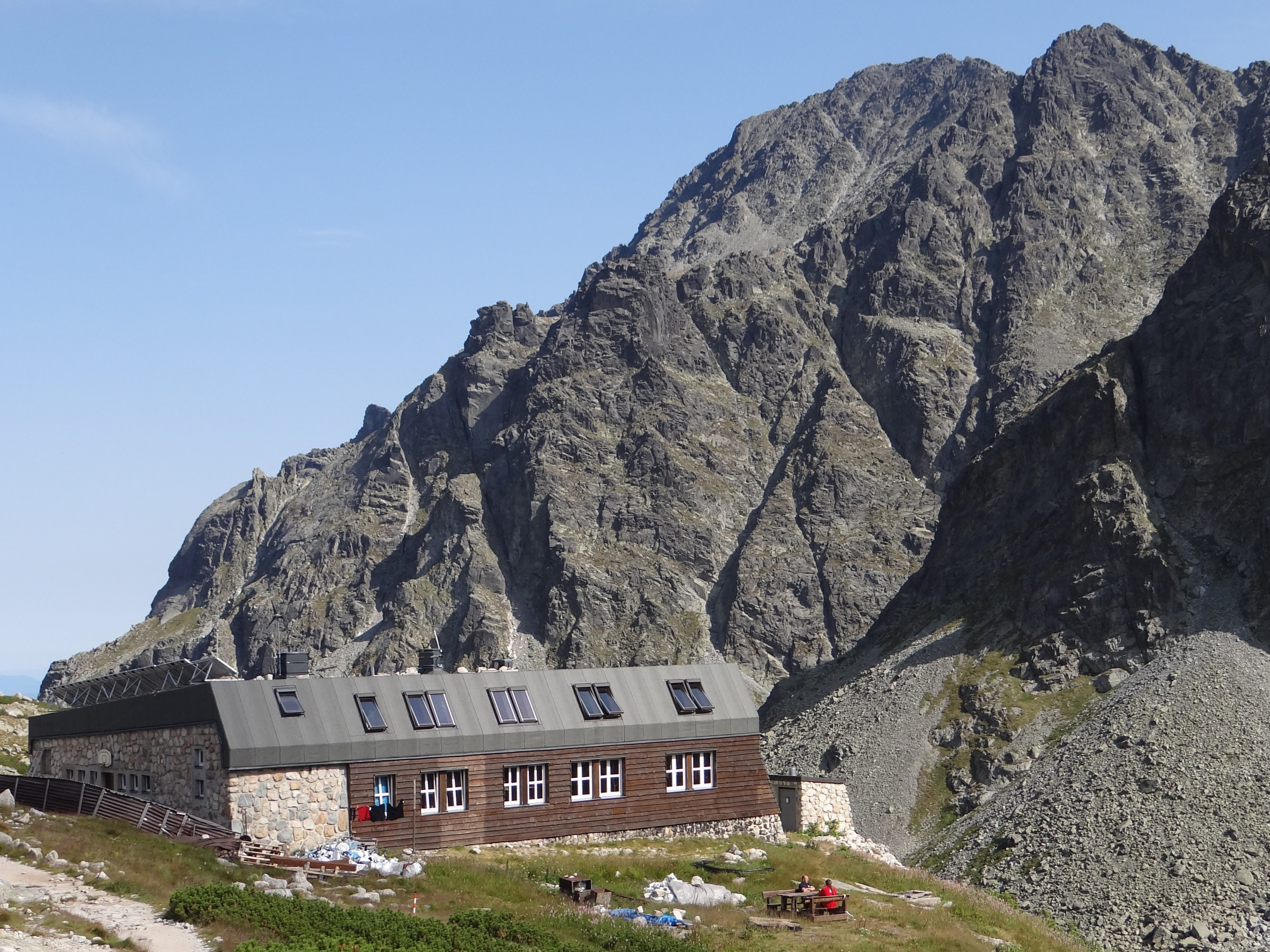
Die Zbojnícka chata

Die Veľká Studená dolina ist eines der meistbesuchten Täler der slowakischen Hohen Tatra. Am unteren Ende verläuft der rot markierter Wanderweg Tatranská magistrála auf der Teilstrecke zwischen Hrebienok und Skalnaté pleso. Am Abzweig oberhalb der Hütte Rainerova chata trifft sie den blau markierten Wanderweg von Tatranská Lomnica heraus, der das ganze Tal erschließt, nahe der Hütte Zbojnícka chata passiert und das Tal am Sattel Prielom verlässt, mit der Weiterführung nach Lysá Poľana westlich von Tatranská Javorina. Bei Zbojnícka chata endet ein gelb markierter Wanderweg vom Tal Veľká Studená dolina heraus.